# Jerry Akaminko
Jerry Akaminko (Accra, 2 mei 1988) is een Ghanees voetballer die als centrale verdediger speelt. Hij speelt voor het Turkse Eskişehirspor en het Ghanees nationaal elftal.

## Clubcarrière
Akaminko begon zijn profcarrière bij het Ghanese Heart of Lions. Na drie jaar vertrok hij naar het Turkse Orduspor. Na opnieuw drie seizoenen verhuisde hij transfervrij naar Manisaspor, dat in de Süper Lig speelt. Daar speelde hij slechts één seizoen, want op 27 augustus 2012 werd hij door Manisaspor voor een bedrag van 1,35 miljoen euro verkocht aan reeksgenoot Eskişehirspor. In zijn eerste seizoen kwam hij tot een totaal van 24 competitiewedstrijden voor Eksisehirspor, dat doorgaans een stabiele middenmoter is in de Turkse Süper Lig.

## Interlandcarrière
Akaminko debuteerde op 1 juni 2012 voor het Ghanees nationaal elftal in de WK-kwalificatiewedstrijd tegen Lesotho, onder bondscoach James Kwesi Appiah. Akaminko scoorde een van de zeven Ghanese doelpunten in die wedstrijd. Op 19 november 2013 plaatste hij zich met Ghana voor het WK 2014 in Brazilië nadat Ghana in de play-offs Egypte versloeg. Hij stond in beide play-offwedstrijden in de basiself. Akaminko zelf miste het WK 2014. Twee weken voor het toernooi kwam hij tijdens de oefenwedstrijd tegen Nederland in Rotterdam verkeerd terecht. Hiermee liep hij een zodanig ernstige enkelblessure op dat tijdig herstel niet mogelijk was.
| Interlands van Jerry Akaminko voor Ghana | Interlands van Jerry Akaminko voor Ghana | Interlands van Jerry Akaminko voor Ghana | Interlands van Jerry Akaminko voor Ghana | Interlands van Jerry Akaminko voor Ghana | Interlands van Jerry Akaminko voor Ghana | Interlands van Jerry Akaminko voor Ghana |
| №                                        | Datum                                    | Wedstrijd                                | Uitslag                                  | Soort wedstrijd                          | Doelpunten                               |                                          |
| Als speler bij Manisaspor                | Als speler bij Manisaspor                | Als speler bij Manisaspor                | Als speler bij Manisaspor                | Als speler bij Manisaspor                | Als speler bij Manisaspor                | Als speler bij Manisaspor                |
| ---------------------------------------- | ---------------------------------------- | ---------------------------------------- | ---------------------------------------- | ---------------------------------------- | ---------------------------------------- | ---------------------------------------- |
| 1.                                       | 1 juni 2012                              | Ghana – Lesotho                          | 7 – 0                                    | Kwalificatie WK 2014                     | 1                                        |                                          |
| Als speler bij Eskişehirspor             |                                          |                                          |                                          |                                          |                                          |                                          |
| 2.                                       | 11 september 2012                        | Liberia – Ghana                          | 2 – 0                                    | Vriendschappelijk                        | 0                                        |                                          |
| 3.                                       | 14 november 2012                         | Kaapverdië – Ghana                       | 0 – 1                                    | Vriendschappelijk                        | 0                                        |                                          |
| 4.                                       | 10 januari 2013                          | Ghana – Egypte                           | 3 – 0                                    | Vriendschappelijk                        | 0                                        |                                          |
| 5.                                       | 20 januari 2013                          | Ghana – Congo-Kinshasa                   | 2 – 2                                    | Africa Cup                               | 0                                        |                                          |
| 6.                                       | 15 oktober 2013                          | Ghana – Egypte                           | 6 – 1                                    | Kwalificatie WK 2014                     | 0                                        |                                          |
| 7.                                       | 19 november 2013                         | Egypte – Ghana                           | 2 – 1                                    | Kwalificatie WK 2014                     | 0                                        |                                          |
| 8.                                       | 5 maart 2014                             | Montenegro – Ghana                       | 1 – 0                                    | Vriendschappelijk                        | 0                                        |                                          |
| 9.                                       | 31 mei 2014                              | Nederland – Ghana                        | 1 – 0                                    | Vriendschappelijk                        | 0                                        |                                          |

Bijgewerkt op 1 juni 2014.